# 大津由紀雄
大津 由紀雄（おおつ ゆきお、1948年2月1日 - ）は、日本の認知科学者。専門分野は、言語の認知科学（文法獲得・統語解析・理論脳科学）・言語教育・科学教育など。学位は、Ph.D.（マサチューセッツ工科大学・1981年)。慶應義塾大学名誉教授。明海大学外国語学部、同大学院応用言語学研究科教授。一般社団法人「ことばの教育」代表理事。アメリカ国立科学財団助成金申請書査読委員。日本学術会議会員。ノーム・チョムスキーの弟子である。

## 来歴
東京都出身。立教中学校（現・立教池袋中学校）、立教高等学校（現・立教新座高等学校）を経て、立教大学経済学部卒業。東京教育大学文学部（現・筑波大学人文・文化学群）に学士入学し、文学科英語学英文学専攻卒業後、東京教育大学大学院文学研究科修士課程を修了。マサチューセッツ工科大学（MIT）大学院（言語学・哲学研究科）で、ノーム・チョムスキーのもと、言語学のPh.D.を取得。
慶應義塾大学言語文化研究所教授を経て、現在、明海大学外国語学部・大学院応用言語学研究科教授。 日本認知科学会会長、言語科学会会長、日本英語学会副会長、東京言語研究所運営委員長などを歴任。
認知科学・認知発達における言語理論研究の基盤構築を目指すとともに、言語教育、とりわけ「日本における英語教育のあり方」について積極的な発言を行っている。

## 主張

### 小学校における英語教科化について
「早くから英語を学ばせれば、それだけ英語が身につく」といった主張に対し、認知科学・言語発達、学習科学の専門家として、「根拠もない言説」であると指摘する。さらに、こうした科学的根拠を持たない「主張」に影響され、安易なかたちで小学校の教育現場に、「外国語としての英語」が導入されることに対しても、日本の現状を踏まえ、むしろ「悪影響」の大きさを懸念し、批判的な立場をとっている。
こうした小学校における「安易な英語教科化」への懸念を、波多野誼余夫をはじめとする認知発達・言語発達の日本を代表する研究者、および英語教育研究者たちと共有し、2005年7月「小学校での英語教科化に反対する要望書」を文部科学省（大臣）宛てに提出した。

### TOEFLについて
日本で盛り上がりを見せる、TOEFLの中身をよく知らないまま「TOEFLの活用を!」と叫ぶ「TOEFL万能論」や、誤った「TOEFL信仰」などに基づく、「TOEFL等外部試験の活用」の動きについても懸念している。
同様の危機感を共有する、鳥飼玖美子など複数の英語教育の専門家とともに、『英語教育、迫り来る破綻』と題するブックレットを、言語学系の出版社として知られるひつじ書房から緊急出版（2013年）した。
なお、TOEFL対策講座「POKKA PRESENTS PRACTICE FOR THE TOEFL TEST」（テレビ朝日系列）で講師を担当し、TOEFLの中身にも精通している。

## 著書
- 『おとうさんはまんねんひつ』藤枝リュウジ絵、岩波書店 ことばのからくり 1996
- 『探検! ことばの世界』NHK出版 1996 （2004年にひつじ書房より再刊）
- 『つかまったのはだれ?』藤枝リュウジ絵 岩波書店 ことばのからくり 1996
- 『パジャマおばけのおばけパジャマ』藤枝リュウジ絵 岩波書店 ことばのからくり 1996
- 『ぼくらは赤いうたうさぎ』藤枝リュウジ絵 岩波書店 ことばのからくり 1996
- 『英文法の疑問――恥ずかしくてずっと聞けなかったこと』NHK出版（生活人新書）2004
- 『英語学習7つの誤解』日本放送出版協会・生活人新書 2007
- 『ことばに魅せられて 対話篇』ひつじ書房 2008

### 共編著
- 『ことばからみた心 生成文法と認知科学』編 東京大学出版会 認知科学選書 1987
- 『認知心理学3 言語』東京大学出版会 1995
- 『TOEFLテスト公式問題で学ぶ英文法』堀切一徳,直井一博共著 研究社出版 2000
- 『小学校でなぜ英語？--学校英語教育を考える』（鳥飼玖美子共著）岩波ブックレット）2002
- 『小学校での英語教育は必要か』編著 慶應義塾大学出版会 2004
- 『認知科学への招待--心の研究のおもしろさに迫る』研究社（波多野誼余夫共編）2004
- 『言語科学と関連領域』坂本勉,乾敏郎,西光義弘,岡田伸夫共著 岩波書店 言語の科学 2005
- 『小学校での英語教育は必要ない!』編著 慶應義塾大学出版会 2005
- 『15 中学生の英詩が教えてくれること かって15歳だった全ての大人たちへ』中嶋洋一,幸若晴子,柳瀬陽介共著 ベネッセコーポレーション 2006
- 『日本の英語教育に必要なこと 小学校英語と英語教育政策』編著 慶應義塾大学出版会 2006
- 『認知科学への招待 2』波多野誼余夫,三宅なほみ共編著 研究社 2006
- 『ことばの宇宙への旅立ち 10代からの言語学』編 1-3 ラボ国際交流センター・ひつじ書房 2008-2010
- 『ことばの力を育む』窪薗晴夫共著 慶應義塾大学出版会 2008
- 『「英語が使える日本人」は育つのか? 小学校英語から大学英語までを検証する』山田雄一郎,斎藤兆史共著 2009 岩波ブックレット
- 『危機に立つ日本の英語教育』編著 慶應義塾大学出版会 2009
- 『はじめて学ぶ言語学 ことばの世界をさぐる17章』編著 ミネルヴァ書房 2009
- 『言語政策を問う!』田尻英三共編 ひつじ書房 2010
- 『生徒の心に火をつける 英語教師田尻悟郎の挑戦』横溝紳一郎編著 柳瀬陽介共著 田尻悟郎監修 教育出版 2010
- 『ことばワークショップ 言語を再発見する』編 池上嘉彦,窪薗晴夫,西山佑司共著 2011 開拓社言語・文化選書
- 『佐藤学 内田伸子 大津由紀雄が語ることばの学び、英語の学び』ラボ教育センター 2011
- 『学習英文法を見直したい』編著 研究社 2012
- 『英語教育、迫り来る破綻』江利川春雄, 斎藤兆史,鳥飼玖美子共著 ひつじ書房 2013
- 『学校英語教育は何のため?』 (ひつじ英語教育ブックレット) 江利川春雄, 斎藤兆史, 鳥飼玖美子共著, ひつじ書房, 2014
- 『「グローバル人材育成」の英語教育を問う ライブ!』 (ひつじ英語教育ブックレット) 斎藤兆史, 鳥飼玖美子, 江利川春雄, 野村昌司共著, ひつじ書房, 2016
- 『英語の学び方 = Effective and Efficient Ways for Learning English』嶋田珠巳共編. ひつじ書房, 2016
- 『英語だけの外国語教育は失敗する 複言語主義のすすめ』 (ひつじ英語教育ブックレット) 鳥飼玖美子, 江利川春雄, 斎藤兆史, 林徹共著. ひつじ書房, 2017
- 『言語接触 英語化する日本語から考える「言語とはなにか」』嶋田珠巳, 斎藤兆史共編. 東京大学出版会, 2019
- 『日本語からはじめる小学校英語 ことばの力を育むためのマニュアル』浦谷淳子, 齋藤菊枝共編. 開拓社, 2019

## 関連人物
- 江利川春雄
- 斎藤兆史
- 鳥飼玖美子